# In Control, Volume 2: For Your Steering Pleasure
Albums de Marley Marl
In Control, Volume 1
(1988) House of Hits
(1995)
In Control, Volume 2: For Your Steering Pleasure est le deuxième album studio de Marley Marl, sorti en 1991.
L'album s'est classé 46e au Top R&B/Hip-Hop Albums et 152e au Billboard 200.

## Liste des titres
| No  | Titre | Contient un (des) sample(s) de | Durée |
| --- | --- | --- | ----- |
| 1.  | Intro | | 0:18  |
| 2.  | No Bullshit | Papa Was Too de Joe Tex I'm Your Puppet de James & Bobby Purify Get Up Offa That Thing de James Brown Soul Power 74 de Maceo & the Macks                                                                        | 3:27  |
| 3.  | The Symphony Pt 2 (featuring Big Daddy Kane, Craig G, Kool G Rap, Little Daddy Shane et Master Ace)                                        | Handclapping Song des Meters The Symphony de Marley Marl et Big Daddy Kane featuring Masta Ace, Craig G et G Rap Maceo de Maceo & All the King's Men I'll Take You There des Staple Singers                     | 5:21  |
| 4.  | Level Check | | 0:13  |
| 5.  | Buffalo Soldier (featuring Mc Amazing) | Long Red de Mountain Synthetic Substitution de Melvin Bliss | 2:39  |
| 6.  | Mobil Phone | | 0:03  |
| 7.  | At the Drop of a Dime (featuring Mc Cash)                                                                                                  | Escape-Ism de James Brown UFO d'ESG The Symphony de Marley Marl et Big Daddy Kane featuring Masta Ace, Craig G et Kool G Rap Sport de Lightnin' Rod featuring Kool & the Gang                                   | 3:00  |
| 8.  | Scanning the Dial | | 0:26  |
| 9.  | Something Funky to Listen To (featuring Nexx Phase)                                                                                        | Soul Power 74 de Maceo & the Macks Just Rhymin' with Biz de Big Daddy Kane featuring Biz Markie This Is Something for the Radio de Biz Markie Rigor Mortis des Meters                                           | 2:48  |
| 10. | America Eats the Young (featuring Chuck D et Tragedy The Intelligent Hoodlum)                                                              | Make It Good to Yourself de James Brown | 3:45  |
| 11. | Check the Mirror (featuring Portia) | | 3:04  |
| 12. | I Be Gettin' Busy (featuring LL Cool J) | Think (About It) de Lyn Collins Mama Feelgood de Lyn Collins Sport (Full Vocal Version) de Lightnin' Rod featuring Kool & the Gang It's Just Begun du Jimmy Castor Bunch It Takes Two de Rob Base & DJ E-Z Rock | 4:46  |
| 13. | Girl, I Was Wrong (featuring The Flex) | I Want You Back des Jackson 5 The Grunt des J.B.'s Funky President (People It's Bad) de James Brown | 2:38  |
| 14. | Fools in Love (featuring Eclipse et Heavy D)                                                                                               | | 2:47  |
| 15. | Another Hooker (featuring Money Wiz) | Ashley's Roachclip des Soul Searchers Let's Dance by Pleasure Soul Power 74 de Maceo & the Macks | 3:28  |
| 16. | Cheatin' Days Are Over (featuring Mike Nice)                                                                                               | What Goes Around Comes Around de Dr. John | 2:54  |
| 17. | Reach Out (featuring Perfection) | Movin' de Brass Construction AJ Scratch de Kurtis Blow | 5:12  |
| 18. | Keep Control (featuring Chubb Rock, Def Jef, Grand Poobah, Tragedy The Intelligent Hoodlum, King Tee et Rap Industry For Social Evolution) | The Grunt des J.B.'s Give It Up or Turnit a Loose (Remix) de James Brown Bring the Noise de Public Enemy | 4:48  |
| 19. | Sweet Tooth (featuring Pure Cane Sugar) | | 3:14  |
| 20. | Out for the Count (featuring AK-B et Kev E Kev)                                                                                            | | 3:44  |